# Gruta Pedra Pintada

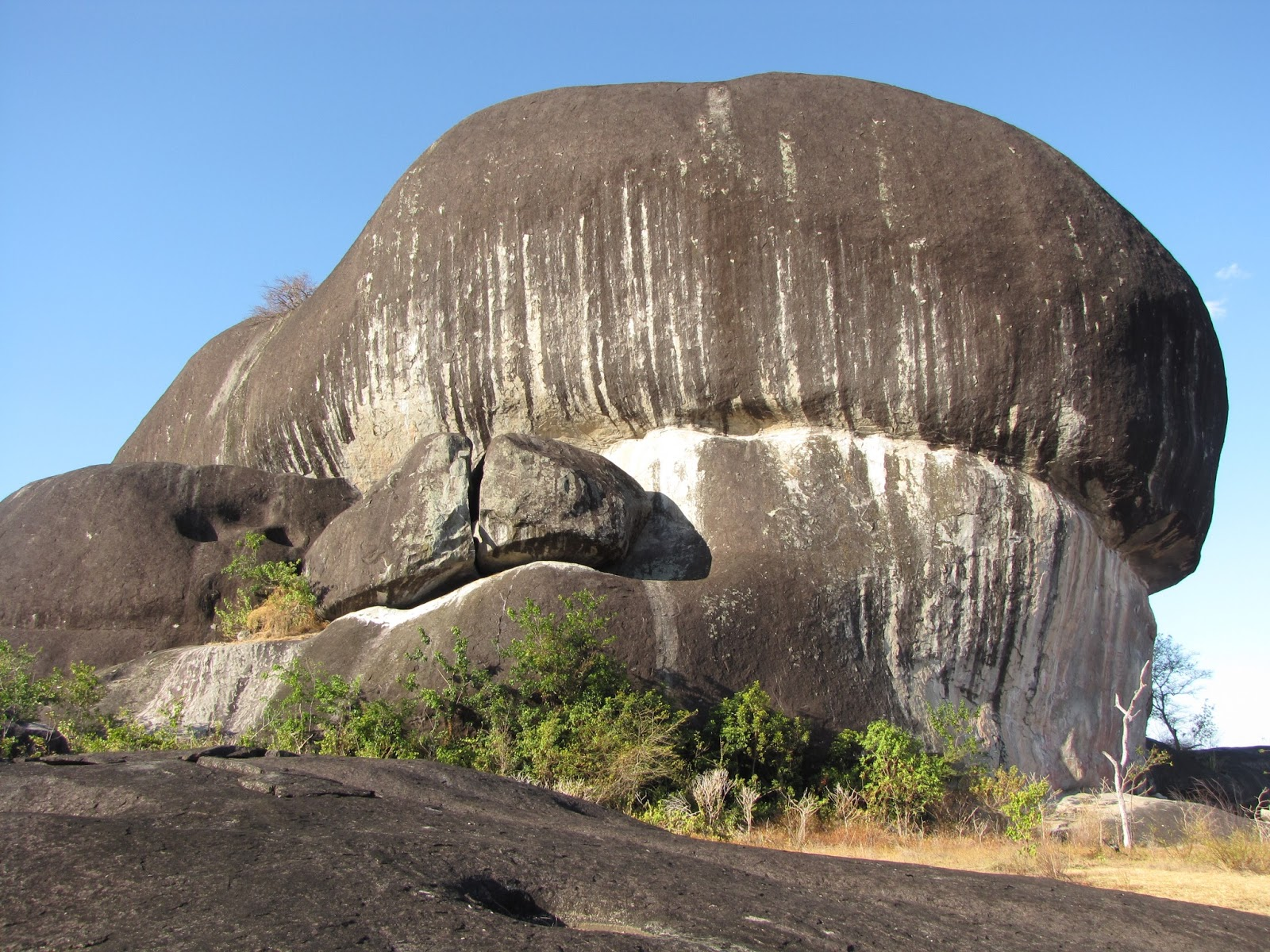
Foto de la piedra pintada

La Gruta Pedra Pintada, Gruta do Pilão o Caverna da Pedra Pintada es un sitio arqueológico localizado en la Sierra de Paituna, municipio de Monte Alegre, estado de Pará, Brasil. En esta gruta, en 1984 el Grupo Espelelógico Paranaense descubrió pinturas rupestres, que fueron visitadas y estudiadas en 1986 por el arqueólogo Mario Consens.

## Excavaciones
Entre 1991 y 1992 la arqueóloga Anna Roosevelt dirigió la excavación del sitio, en el cual diferenció 20 estratos, los cuales fueron datados mediante 56 pruebas de radiocarbono y 13 de termoluminiscencia.

### Paleoindio
En los estratos 17 y 16 se registraron los rastros de ocupación humana más antiguos, entre ellos 24 instrumentos de piedra, fabricados con cuarzo y calcedonia, por ejemplo 4 puntas triangulares bifaciales talladas. También hallaron 30 mil astillas de trabajos en piedra, pigmentos y pinturas, así como deshechos de castaña de Pará, muiricí y otros vegetales consumidos. Una semilla de Astrocaryum vulgare encontrada en el estrato 17 fue datada en 11.310 años antes del presente. Se asume una ocupación continuada del sitio a partir de allí, hasta la datación más reciente del estrato 16, de 10 000 adP.
La datación de herramientas y astillas por luminiscencia ópticamente estimulada (OSL) resultó entre hace 16.190 y 9.530 años adP. Se presume que el sitio estuvo abandonado por dos milenios hasta hace 7.580 años, de cuando datan aparecen algunos restos, que se multiplican después.
Para Anna Roosevelt y otros expertos, la ocupación de este sitio a finales del Pleistoceno, en condiciones de adaptación a un territorio forestal, es una prueba adicional del poblamiento temprano de las Américas, anterior a la cultura Clovis.

### Holoceno
Después de una época sin rastros de ocupación humana entre los estratos 15 a 23, los estratos superiores, 12 a 1, ofrecen rastros abundantes de la ocupación durante el Holoceno. Se identificaron culturas indígenas por orden de antigüedad:
- Paiyuna entre 7.580 y 4.710 adP, que corresponde al período arcaico.
- Aroxí entre 3.603 y 3.230 adP, con cerámica pintada y rastros de horticultura incipiente, corresponde con el inicio del período formativo. Incluye un cráneo humano.
- Restos relacionado con la cultura Corico, que incluyen espigas de maíz, datan de hace 1.100 años.
- Pariçó entre 675 y 430 adP.[2]

Cerca de Pedra Furada,  en el municipio de Santarem, había sido hallado por el equipo dirigido por Anna Roosevelt un basurero de conchas en un sitio datado por termoluminiscencia entre 7 mil y 8 mil años adP, es decir por el mismo período inicial de la cultura Paiyuna. Allí los investigadores encontraron la cerámica más antigua hallada hasta ese momento en las Américas.